# Элли Макбил
«Элли Макбил» (англ. Ally McBeal) — американский юридический комедийно-драматический телесериал о буднях молодой девушки-адвоката. Шоу удостоено множества призов и наград. C 1997 по 2002 год вышло всего 112 эпизодов пятью телесезонами.

## Сюжет
Элли одна — после того, как она рассталась со своим давним другом Билли Алланом Томасом. С семи лет Элли и Билли любили друг друга. Их отношения росли вместе с ними от детской дружбы до взрослой любви. Вместе готовились в юридический колледж, куда Элли поступила, а Билли нет. Стечение обстоятельств приводит Элли на работу в престижную бостонскую фирму, возглавляемую её бывшим сокурсником по юридической школе Ричардом Фишем. В первый день на новой работе Элли встречает своего нового коллегу — друга детства Билли. Он теперь женат на красивой и очаровательной Джорджии, которую Элли и хотела бы ненавидеть, но не может — и они становятся подругами. Элли и Билли оказываются в неловкой ситуации.

## В ролях

### Основной состав
- Калиста Флокхарт — Элли Макбил (112 эпизодов)
- Грег Джерманн — Ричард Фиш (112 эпизодов)
- Джейн Краковски — Элейн Вассел (112 эпизодов)
- Питер Макникол — Джон Кейдж (103 эпизода)
- Лиза Николь Карсон — Рене Раддик (91 эпизод)
- Дайан Кэннон — Дженнифер «Уиппер» Кон (17 эпизодов)
- Гил Беллоуз — Билли Аллен Томас (68 эпизодов)
- Кортни Торн-Смит — Джорджия Томас (69 эпизодов)
- Вонда Шепард — камео (109 эпизодов)
- Порша де Росси — Нелл Портер (89 эпизодов)
- Люси Лью — Линг Ву (72 эпизода)
- Джеймс Легро — Марк Альберт (28 эпизодов)
- Роберт Дауни-младший — Ларри Пол (25 эпизодов)
- Реджина Холл — Коретта Липп (25 эпизодов)
- Джулианна Николсон — Дженни Шоу (13 эпизодов)
- Джеймс Марсден — Гленн Фой (13 эпизодов)
- Джош Хопкинс — Реймонд Миллбери (22 эпизода)
- Джон Майкл Хиггинс — Стивен Милтер (13 эпизодов)

### Приглашённые звёзды
- Альберт Холл — Судья Сеймур Уолш (51 эпизод)
- Хейден Панеттьер — Мэдди Харрингтон (12 эпизодов)
- Джина Филипс — Сенди Хингл (10 эпизодов)
- Кристина Риччи — Лиза Бамп (7 эпизодов)
- Энн Хеч — Мэлани Уэст (7 эпизодов)
- Лиза Эдельштейн — Синди Маккулифф (5 эпизодов)
- Тейт Донован — Рональд Чини (3 эпизода)
- Дилан Макдермотт — Бобби Доннелл (2 эпизода)
- Стивен Калп — Атторни Диксон (2 эпизода)
- Джон Риттер — Джордж Мэдисон (2 эпизода)
- Мэттью Перри — Тодд Меррик (2 эпизода)
- Жаклин Биссет — Франсис Шоу (2 эпизода)
- Лара Флинн Бойл — Хелен Гэмбл (2 эпизода)
- Дакота Фэннинг — Элли Макбил в возрасте пяти лет (1 эпизод)
- Брюс Уиллис — Доктор Никл (подменяющий психотерапевт, 1 эпизод)

### Музыкальные звёзды
- Джон Бон Джови — Виктор Моррисон (10 эпизодов)
- Эл Грин — камео (3 эпизода)
- Джош Гробан — Малькольм Уайатт (2 эпизода)
- Анастейша — камео (2 эпизода)
- Чабби Чекер — камео (1 эпизод)
- Стинг — камео (1 эпизод)
- Барри Уайт — камео (1 эпизод)
- Глория Гейнор — камео (1 эпизод)
- Тина Тёрнер — камео (1 эпизод)
- Мэрайя Кэри — Кэнди Кашним (1 эпизод)
- Элтон Джон — камео (1 эпизод)

## Релиз

### Критика
Несмотря на свой успех, сериал был раскритикован телевизионным критиками и феминистическими движениям, которые назвали главную героиню раздражающей и оскорбительной по отношению к женщинам (особенно, женщинам-адвокатам), из-за её беспечности, отсутствия профессиональных знаний, коротких юбок и крайней эмоциональной нестабильности.
Пожалуй, самым ярким примером противоречивости шоу стало появление на обложке журнала «Time» от 20 июня 1998 года — в статье под названием «Is Feminism Dead?» Макбил упоминается вместе с пионерами феминистического движения — Сьюзан Б. Энтони, Бэтти Фридан, Глорией Штайнем. В двенадцатом эпизоде второго сезона Элли Макбил говорит своему коллеге Джону Кейджу, что ей приснился сон, в котором её фото поместили на обложку Time и назвали «лицом феминизма».

### Рейтинги
| сезон | сезон     | зрителей млн | место в рейтинге |
| ----- | --------- | ------------ | ---------------- |
| 1     | 1997-1998 | 11.4         | 59               |
| 2     | 1998-1999 | 13.8         | 20               |
| 3     | 1999-2000 | 12.4         | 35               |
| 4     | 2000-2001 | 12.0         | 40               |
| 5     | 2001-2002 | 9.4          | 65               |

### Награды и номинации
- 1999 — премия Эмми, как «Лучшая телевизионная комедия»

### Трансляция
Демонстрировался в 54 странах. В России два сезона транслировались каналом РЕН ТВ.

### Пародии
Популярность шоу обыгрывается в одном из эпизодов мультсериала «Футурама» — серия «When Aliens Attack». Действие развивается вокруг того, что после того как показ сериала «Одинокая женщина-адвокат» (англ. Single Female Lawyer) прерывается, на Землю прибывают разгневанные воинственные инопланетяне, которые наблюдали за ходом событий телесериала и требуют продолжения истории. Чтобы избежать межпланетного конфликта, команда «Planet Express» вынуждена лично снимать продолжение сериала тысячелетней давности с Лилой в главной роли адвоката Джени Макнил.